# Edie Brickell
Edie Arlisa Brickell (Dallas, 10 marzo 1966) è una cantautrice statunitense.

## Biografia
Ha frequentato per un anno e mezzo la Southern Methodist University prima di prendere la decisione di salire sul palco con un gruppo locale, i New Bohemians.
Alla fine degli anni ottanta è stata la cantante solista del gruppo folk rock Edie Brickell & New Bohemians, il cui album di debutto Shooting Rubberbands at the Stars, del 1988, è stato un successo di pubblico e di critica, insieme al singolo What I Am. Con l'album seguente, Ghost of a Dog del 1990, la band non ha raggiunto gli stessi risultati di vendite. Come solista, Edie ha pubblicato Picture Perfect Morning nel 1994 e Volcano nel 2003. Nel 2006 è avvenuta una piccola riunione con alcuni dei membri originali dei New Bohemians con cui è stato pubblicato l'album Stranger Things.
Nel 1989 la Brickell ha partecipato al film Nato il quattro luglio nel ruolo di una cantante folk, e la sua versione della canzone di Bob Dylan A Hard Rain's A-Gonna Fall è stata inclusa nella colonna sonora. Molti utenti di personal computer si ricorderanno di lei per la sua apparizione tra i bonus multimediali del CD di installazione di Windows 95 con il video di Good Times.
Nel 1992 Edie Brickell ha sposato il celebre cantautore folk statunitense Paul Simon, da cui ha avuto tre figli: Adrian Edward nel 1992, Lulu Belle nel 1995 e Gabriel Elijah nel 1998. La Brickell stava cantando What I Am nel corso di una puntata del famoso spettacolo della NBC, Saturday Night Live, quando si è accorta di Paul Simon in piedi accanto ai cameramen. «L'ho guardato e mi ha fatto sbagliare il brano» ha dichiarato sorridendo. «Potremo far vedere la cassetta ai nostri figli e dire: 'Guardate, quella è la prima volta in cui i nostri sguardi si sono incrociati'».
Alla fine del 2007 la cantautrice ha formato un nuovo gruppo, The Heavy Circles, con il primo figlio di Paul Simon, Harper. Il loro primo singolo, intitolato Hands On, è stato messo in vendita su iTunes, ed ha anticipato l'album uscito negli Stati Uniti il 12 febbraio 2008 con la partecipazione di Sean Lennon, Martha Wainwright, e di alcune componenti delle Cibo Matto.

## Discografia parziale

### Da solista
- 1994 – Picture Perfect Morning
- 2003 – Volcano
- 2011 – Edie Brickell
- 2013 – Love Has Come For You – insieme a Steve Martin
- 2015 – So Familiar – insieme a Steve Martin

### Edie Brickell & New Bohemians
- 1986 – It's Like This...
- 1988 – Shooting Rubberbands at the Stars
- 1990 – Ghost of a Dog
- 2000 – The Live Montauk Sessions
- 2002 – The Ultimate Collection
- 2006 – Stranger Things
- 2018 – Rocket
- 2021 – Hunter and the Dog Star

### The Heavy Circles
- 2008 – The Heavy Circles

### The Gaddabouts
- 2012 – Look Out Now!